# 星海社文庫
星海社文庫（せいかいしゃぶんこ）は、星海社が発行し、講談社が発売している文庫レーベル。2011年1月11日から販売が開始された。キャッチコピーは「小さな愛蔵版、星海社文庫」。ライトノベルなどの小説を主に刊行しているが、漫画や小説以外の書籍も刊行されている。2016年8月以降、新規作品の刊行はされていない。

## デザイン
しおり紐（天アンカット+スピン）が付いている。現在、しおり紐が付いている文庫本レーベルは、新潮文庫と星海社文庫のみである。しおり紐には星海社のロゴが印刷されている。
また、書籍内のすべての挿絵・写真・図版が原則、カラーで印刷されている。
裏表紙にQRコードが印刷されており、いずれ、個人の購入データと星海社ホームページ、最前線の連動等が企画されていたが、2011年1月16日現在、開始時期は未定である。